# The Rookie Of The Year
The Rookie Of The Year es el nombre del primer álbum recopilatorio del cantante de reguetón puertorriqueño Pusho. Este fue publicado el 12 de diciembre del 2014.
El álbum contiene algunos exitosos sencillos del exponente durante todo el año 2014 y colaboraciones de artistas como Farruko, Daddy Yankee y el rapero D.OZi. Fue liberado por todas plataformas de descargas digitales, ya que sea Amazon, Itunes, Spotify, entre otros.

## Lista de canciones
| N.º | Título                                                        | Productor(s)                           | Duración |  |
| 1.  | «Rookie Of The Year»                                          | DJ Urba & Rome                         | 3:54     |  |
| 2.  | «Soy Un Problema (Remix)» (con Farruko, Daddy Yankee y D.OZi) | Nekxum, Eduard Fenndel y Oreoo Beatzzz | 5:06     |  |
| 3.  | «Untouchable»                                                 | Young Hollywood                        | 7:06     |  |
| 4.  | «Die Hard»                                                    | Young Hollywood                        | 3:23     |  |
| 5.  | «La Matemática Del Jangueo»                                   | DJ Urba & Rome                         | 2:58     |  |
| 6.  | «No Sé Que Tiene»                                             | Onell Flow y Chuchein                  | 4:34     |  |
| 7.  | «Soy Un Problema»                                             | Nekxum                                 | 3:05     |  |
| 8.  | «Yo Sé Que Molesta»                                           | Oreoo Beatzzz                          | 3:56     |  |